# Liezl-Mari Burger
Pour les articles homonymes, voir Burger.
Liezl-Mari Burger, née le 9 mars 1987, est une nageuse sud-africaine.

## Carrière
Liezl-Mari Burger est médaillée d'or du 4 x 100 mètres nage libre et du 4 x 100 mètres quatre nages ainsi que médaillée d'argent du 100 mètres nage libre aux Jeux africains de 2007 à Alger.